# Норманці
45°33′ пн. ш. 18°22′ сх. д. / 45.55° пн. ш. 18.36° сх. д.
Норманці (хорв. Normanci) — населений пункт у Хорватії, в Осієцько-Баранській жупанії у складі громади Кошка.

## Населення
Населення за даними перепису 2011 року становило 324 осіб.
Динаміка чисельності населення поселення:

## Клімат
Середня річна температура становить 11,06 °C, середня максимальна – 25,34 °C, а середня мінімальна – -5,96 °C. Середня річна кількість опадів – 672 мм.
| Клімат поселення                              | Клімат поселення | Клімат поселення | Клімат поселення | Клімат поселення | Клімат поселення | Клімат поселення | Клімат поселення | Клімат поселення | Клімат поселення | Клімат поселення | Клімат поселення | Клімат поселення | Клімат поселення |
| Показник                                      | Січ.             | Лют.             | Бер.             | Квіт.            | Трав.            | Черв.            | Лип.             | Серп.            | Вер.             | Жовт.            | Лист.            | Груд.            |                  |
| Середній максимум, °C                         | 5,88             | 7,99             | 12,53            | 17,18            | 22,37            | 25,34            | 25,28            | 24,76            | 20,54            | 15,15            | 9,28             | 5,31             |                  |
| Середня температура, °C                       | −0,03            | 2,10             | 6,60             | 11,27            | 16,45            | 19,42            | 21,37            | 20,86            | 16,63            | 11,26            | 5,40             | 1,40             |                  |
| Середній мінімум, °C                          | −5,96            | −3,83            | 0,68             | 5,36             | 10,53            | 13,48            | 17,47            | 16,96            | 12,74            | 7,36             | 1,48             | −2,5             |                  |
| Норма опадів, мм                              | 42               | 39               | 40               | 52               | 62               | 86               | 63               | 61               | 51               | 58               | 65               | 53               |                  |
| Середньомісячна швидкість вітру, м/с          | 2.28             | 2.50             | 2.80             | 2.70             | 2.40             | 2.20             | 2.16             | 2.00             | 1.98             | 2.09             | 2.20             | 2.30             |                  |
| Середньомісячна сонячна радіація, кДж/м²·день | 4241             | 6927             | 10860            | 15362            | 19362            | 21494            | 22192            | 20343            | 14951            | 9301             | 4783             | 3516             |                  |
| --------------------------------------------- | ---------------- | ---------------- | ---------------- | ---------------- | ---------------- | ---------------- | ---------------- | ---------------- | ---------------- | ---------------- | ---------------- | ---------------- | ---------------- |
| Джерело:                                      |                  |                  |                  |                  |                  |                  |                  |                  |                  |                  |                  |                  |                  |